# Hrappsey
Hrappsey ist eine Insel im Breiðafjörður im Westen Islands.
Sie liegt etwa 7 km nordöstlich von Stykkishólmur im Eingang zum Hvammsfjörður. Auf der Insel gab es ab 1773 die Hrappseyjarprentsmiðja, die zweite Druckerei in Island. Die erste, in Hólar, gehörte zum Bischofssitz dort. Die Insel war bis 1958 bewohnt und wurde danach an die Háskóli Íslands gegeben. Inzwischen ist Hrappsey in Privateigentum. 

## Persönlichkeiten
- Katrín Magnússon (1858–1932), Frauenrechtlerin und Politikerin – auf Hrappsey geboren